# Kozak (pociąg pancerny)

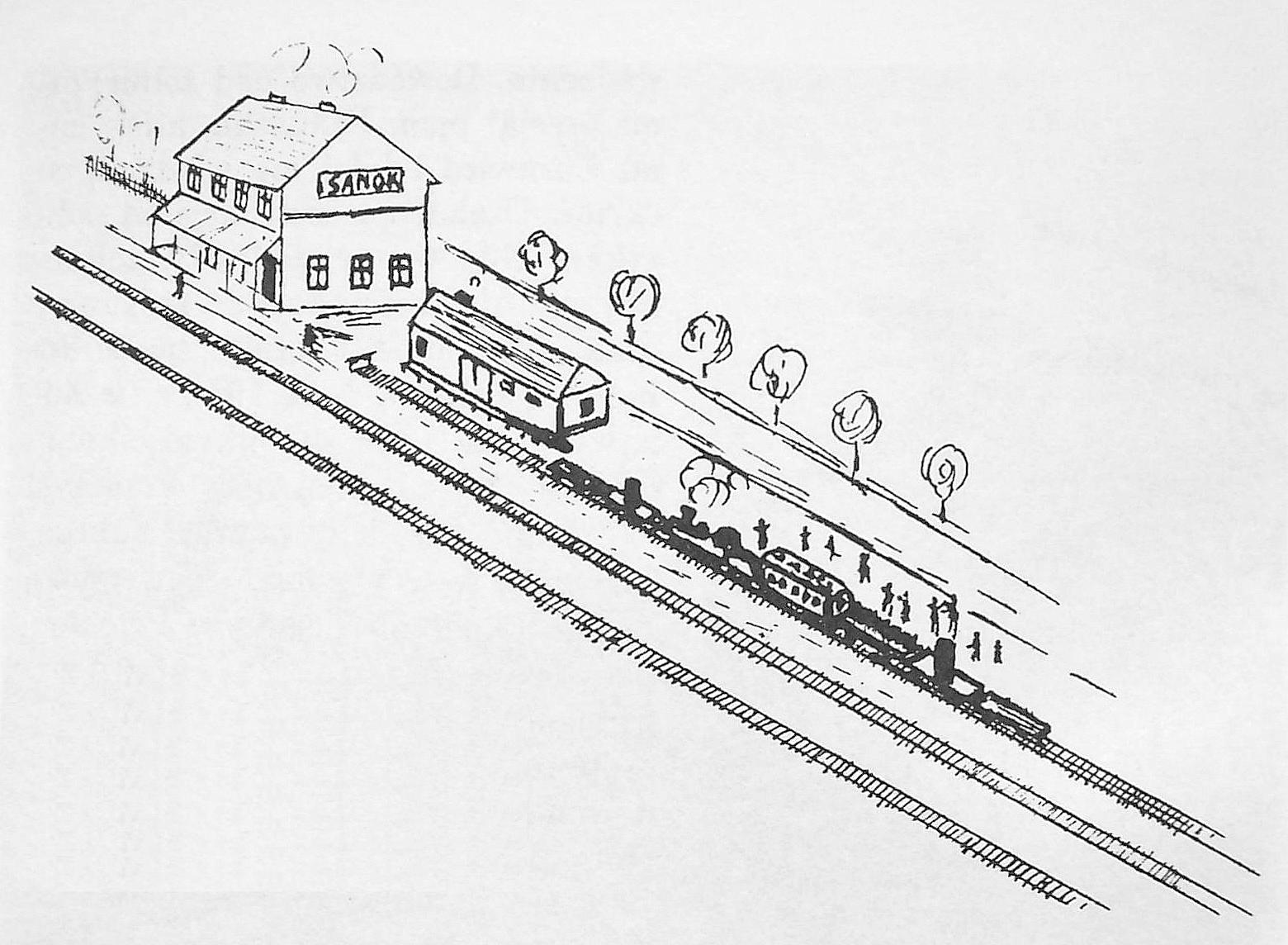
Pociąg pancerny „Kozak” przy stacji Sanok (rysował Antoni Hora)

Kozak – improwizowany polski pociąg pancerny z okresu walk polsko-ukraińskich w latach 1918–1919. 
Pierwotnie żołnierze z grupy wypadowej podpułkownika Józefa Swobody przejęli 21 listopada 1918 w Ustrzykach Dolnych pozostawiony przez Ukraińców pociąg towarowy i wycofując się zabrali go do Liska. Dowódcą pociągu został porucznik Karol Pasternak. W jego załodze znaleźli się zwołani przez dowódcę artylerzyści, w tym oficerowie, z Sanoka. Wyposażony w dwie haubice o kalibrze 20 centymetrów na platformach wagonów pociąg następnego dnia 22 listopada 1918 brał udział w ponownym zajęciu Ustrzyk. Następnie porucznik Pasternak skierował wniosek do Fabryki Wagonów L. Zieleniewski w Sanoku o przygotowanie prowizorycznego pociągu „Kozak”, który został wyposażony we wspomniane haubice i trzy karabiny maszynowe.

Podporucznik rezerwy Antoni Hora, autor rysunków przedstawiających pociąg, tak opisywał „Kozaka”: 

...Robotnicy Fabryki Wagonów L. Zieleniewski w Sanoku, zmontowali nam z siedmiu wagonów kolejową pancerkę, można powiedzieć prowizoryczną. Nazwaliśmy ją „Kozak”. Skład jej wyglądał następująco: na przedzie dwie lory płaskie, w pierwszej było kilkanaście szyn kolejowych, parę podkładów i akcesoria do nich, to służyło jako obciążenie i ochrona przed minami. Następna lora posiadała wmontowany „ul” stalowy z blachy o grubości 10 mm z wycięciami na strzelanie z ckm i miejscem dla dwóch żołnierzy. Trzecia lora w kształcie węglarki o wysokości 1,30 m z wycięciami na karabiny była opancerzona szutrem rzecznym i blachą stalową o grubości 6 mm. Czwarty wagon osobowy typu „TY” – bardzo mocna maszyna – z drugiej strony dwie lory jak wyżej opisane.

Pociąg brał udział w ciężkich walkach na stacji kolejowej w Ustrzykach Dolnych 23 listopada 1918, pod Chyrowem, Felsztynem (gdzie po zderzeniu z tak zwaną „dziką lokomotywą” wysłaną przez Ukraińców bez załogi, rozbito dwa wagony, które odbudowano). Po odparciu Ukraińców w Ustrzykach załoga pociągu przybyła do Sanoka, gdzie na stacji kolejowej złożyła raport miejscowemu wiceburmistrzowi, Stanisławowi Niedzielskiemu.
W walkach pod Chyrowem 19 stycznia 1919 śmierć ponieśli dwaj harcerze – członkowie załogi pociągu: podporucznik Stanisław Sas Korczyński i kapral Wacław Śląski. Obaj zostali pochowani na cmentarzu przy ul. Rymanowskiej w Sanoku. 
Pociąg ponownie uszkodzony 19 stycznia 1919 pod stacją w Chyrowie, uległ rozformowaniu, a z jego składu dowódca Minkiewicz sformował baterię polową.